# Noble (restaurant)
Noble Gastro House is een restaurant in ’s-Hertogenbosch. Het restaurant is eigendom van Edwin Kats. Sinds 2025 is Lars Albers de Chef de Cuisine.

## Locatie
De eetgelegenheid is gelegen aan het Wilhelminaplein in het zuiden van de stad 's-Hertogenbosch. In dit gebouw bij Het Bossche Broek was voorheen restaurant Chalet Royal gevestigd. In 2012 namen vier Brabantse ondernemers het restaurant en het gebouw over: Robert van der Wallen, John Groenewoud, Bert Kersten en John van Deursen. Het doel was om samen met Edwin Kats een nieuw restaurant te vestigen.

## Geschiedenis

### Opening
Eigenaar en Meesterkok Edwin Kats werkte bij verschillende hoogwaardige restaurants, waaronder De Swaen, Vermeer en La Rive in het Amstel Hotel. In 2013 opende hij in 's-Hertogenbosch zijn eigen restaurant Noble.
In 2018 opende eigenaar Edwin Kats een tweede restaurant onder de naam Noble Kitchen; deze zaak is onderscheiden met een Michelinster. Dit restaurant is gevestigd op de Bernardus-golfbaan in het nabije Cromvoirt; deze is eigendom van Robert van der Wallen, een van de oprichters van Noble.

#### Transformatie naar Noble Gastro House
Op 1 april 2025 kreeg het restaurant aan het Wilhelminaplein een nieuwe naam en een nieuw concept: Noble Gastro House. De keuken kreeg een andere insteek met meer eenvoud in de gerechten, een sympathieker prijsstelling en een meer huiselijke sfeer. Lars Albers werd benoemd tot Chef de Cuisine. Edwin Kats, Patron Cuisinier van Noble Gastro House, lichtte toe: “Minder complex waardoor het allemaal losser kan en mag, maar wel met de uitmuntende smaak en kwaliteit waar Lars en ik voor staan.”

### Erkenning
Van 2017 tot 2023 had Noble een Michelinster. In 2024 had het restaurant 15,5 van de 20 punten in de GaultMillau-gids. De zaak staat in de top 100 van de Nederlandse culinaire gids Lekker, in 2023 stonden zij op plaats 81.